# Çaloire
Çaloire is een gemeente in het Franse departement Loire (regio Auvergne-Rhône-Alpes) en telt 273 inwoners (1999). De plaats maakt deel uit van het arrondissement Saint-Étienne.

## Geografie
De oppervlakte van Caloire bedraagt 4,7 km², de bevolkingsdichtheid is 58,1 inwoners per km².

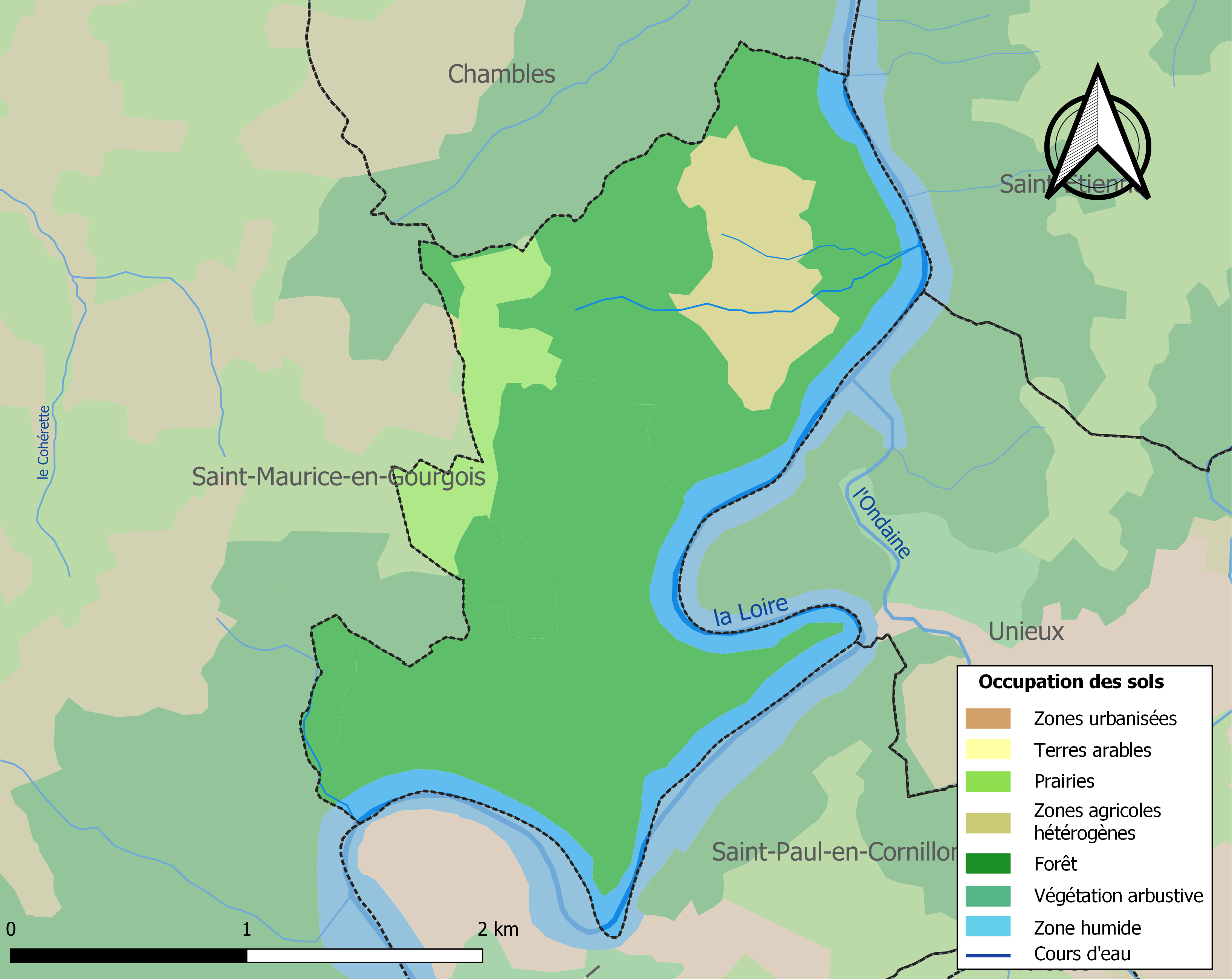
Kaart van de gemeente met belangrijkste infrastructuur, bodemgebruik en omliggende gemeenten

## Demografie
Onderstaande figuur toont het verloop van het inwonertal (bron: INSEE-tellingen).